# Pentium 4
Pentium 4 és el successor de Pentium III i va significar un nou repte per Intel, que decideix redissenyar des de zero la seva arquitectura de microprocessador i optimitzar-la per treballar a les màximes freqüències amb un primer model a 1.3 GHz. Les principals millores d'aquesta família són algunes instruccions específiques amb molt alt rendiment, però aviat es troben amb un greu inconvenient: els programes especialment compilats per aquesta arquitectura obtenen rendiments molt superiors als seus predecessors i competidors, però els programes propietaris convencionals (compilats pel fabricant) no treuen profit d'aquestes millores, i es veu ràpidament superat pels models Athlon d'AMD, molt competitius econòmicament.

## Les diferents versions

### Willamette
Willamette, la primera versió del Pentium 4, va patir importants demores durant el disseny. De fet, molts experts asseguren que els primers models de 1,3; 1,4; 1,5 GHz van ser llançats prematurament per evitar que s'estengués massa el lapse de demora dels Pentium 4. A més, els models més nous de l' AMD Thunderbird tenien un rendiment superior al Pentium III, però la línia de producció es trobava al límit de la seva capacitat de moment. Van ser fabricats utilitzant un procés de 180 nm i utilitzaven el Socket 423 per connectar-se a la placa base.
A l'hora dels exàmens de rendiment, els Willamette van ser una decepció, ja que no podien superar clarament als Thunderbird ni als Pentium III de major velocitat.Fins i tot la diferència amb la línia de baix cost AMD Duron no era significant. Va vendre una quantitat moderada d'unitats.
El gener de 2001 un microprocessador més lent de 1,3 GHz va ser afegit a la llista. A la primera meitat del mateix any, van sortir a la venda els models d'1,6, 1,7 i 1,8 GHz notablement superiors als Pentium III. A l'agost, els models de 1,9 i 2,0 GHz van veure la llum (encara amb la inicial tecnologia de procés de 0,18 microns o 180 nanòmetres).
El Willamette de 2,0 GHz va ser el primer Pentium 4 que va posar en dubte el lideratge en rendiment, que fins aquell moment estava liderat indiscutiblement per la línia Thunderbird d'AMD. Si bé alguns resultats llançaven una lleu diferència a favor d'AMD, els analistes van concloure que la diferència no era significativa per dir que un processador era clarament superior a l'altre. I van sortir les primeres Plaques amb socket 478 i nucli Willamette. Això va ser un gran pas per a Intel, que fins a la sortida del AMD Athlon havia estat el rei de la velocitat en els microprocessadors per 16 anys en forma gairebé ininterrompuda.

### Northwood
A l'octubre del 2001, l'Athlon XP va reconquerir el lideratge en la velocitat dels processadors, però el gener de 2002 Intel va llançar al mercat els nous Northwood de 2,0 i 2,2 GHz. Aquesta nova versió combina un increment de 256 a 512 KiB en la memòria cau amb la transició a la tecnologia de producció de 130 nanòmetres. Com que el microprocessador compost per transistor és més petits, podia aconseguir majors velocitats i alhora consumir menys energia. El nou processador funcionava amb el Socket 478, el qual s'havia vist en els últims models de la sèrie Willamette.
Amb la sèrie Northwood, els Pentium 4 van aconseguir la seva maduresa. La lluita pel cim del rendiment es va mantenir renyida, a mesura que AMD introduïa versions més veloços de l'Athlon XP. No obstant això, la majoria dels observadors van concloure que el Northwood més veloç sempre estava lleugerament per sobre dels models d'AMD. Això es va fer notori quan el pas d'AMD a la manufactura de 130 nm va ser postergat.
Un Pentium 4 de 2,4 GHz va ser introduït a l'abril del 2002, un 2,53 GHz a maig (la principal optimització va ser que va incloure un augment del Front-side bus de 100 a 133 MHz QDR, és a dir, de 400 a 533 MHz efectius). A l'agost van veure la llum els models de 2,6 i 2,8 GHz, i al novembre la versió de 3,06 GHz (23x133 MHz QDR). Aquest últim a més suporta HyperThreading, una tecnologia originalment apareguda en els Intel Xeon que permet al sistema operatiu treballar amb dos processadors lògics (el que, en certes condicions específiques, permet aproximar-se al rendiment proporcionat per dos CPU físiques pròpiament dites, o per les actuals de doble nucli).
A l'abril de 2003, Intel va col·locar al mercat noves variants, entre els 2,4 i 3,0 GHz, la principal diferència era que tots ells incloïen la tecnologia HyperThreading i el Front-side bus era de 800 MHz (200 MHz QDR). Suposadament això era per competir amb la línia Hammer d'AMD, però inicialment només va sortir a la llum la sèrie Opteron, la qual no estava destinada llavors a competir directament contra els Pentium 4 (a causa que els primers estaven dedicats al mercat corporatiu, mentre que el segon al consumidor final). D'altra banda, els AMD Athlon XP, malgrat la seva FSB augmentat de 333 a 400 MHz i les velocitats més altes no van poder aconseguir superar als nous Pentium 4 de 3,0 i 3,2 GHz. La versió final dels Northwood, de 3,4 GHz, va ser introduïda a principis de 2004.

### Gallatin(Extreme Edition)
Al setembre del 2003, Intel va anunciar l' edició extrema (Extreme Edition) del Pentium 4, tot just una setmana abans del llançament de l'Athlon 64, i l'Athlon 64 FX. El motiu del llançament va ser perquè AMD va aconseguir avançar en velocitat de nou a Intel, per això van ser sobrenomenats Emergency Edition. El disseny era idèntic al Pentium 4 (fins al punt que funcionaria en les mateixes plaques base), però es diferenciava per tenir 2 MiB addicionals de memòria cau L3. Va compartir la mateixa tecnologia Gallatin del Xeon MP, encara que amb un Socket 478 (a diferència del Socket 603 dels Xeon MP) i posseïa un FSB de 800 MHz, dues vegades més gran que el del Xeon MP. Una versió per Socket LGA775 també va ser produïda.
Mentre que Intel va mantenir que l'Extreme Edition estava apuntada als jugadors de videojocs, alguns van prendre aquesta nova versió com un intent de desviar l'atenció del llançament dels AMD Athlon 64. Altres van criticar a Intel per barrejar la línia Xeon (especialment orientada a servidors) amb els seus processadors per a usuaris individuals, però poc es va criticar quan AMD va fer el mateix amb el Athlon 64 FX.
L'efecte de la memòria addicional va tenir resultats variats. En les aplicacions d'ofimàtica, la demora ocasionada per la major grandària de la memòria cau feia que els Extreme Edition fossin menys veloços que els Northwood. No obstant això, l'àrea on es va destacar va ser en la codificació multimèdia, que superava amb escreix la velocitat dels anteriors Pentium 4 i tota la línia d'AMD.
Van tenir les següents presentacions:
| sòcol    | Velocitat de nucli | Bus frontal |
| -------- | ------------------ | ----------- |
| 478 pins | 3,20 GHz           | 800 MHz     |
| 478 pins | 3,40 GHz           | 800 MHz     |
| LGA 775  | 3,40 GHz           | 800 MHz     |
| LGA 775  | 3,46 GHz           | 1 066 MHz   |

### Prescott
A principis de febrer del 2004, Intel va introduir una nova versió de Pentium 4 denominada 'Prescott'. Primer es va utilitzar en la seva manufactura un procés de fabricació de 90 nm i després es va canviar a 65nm; a més es van fer significatius canvis en la microarquitectura del microprocessador, per la qual cosa molts van pensar que Intel ho promocionaria com Pentium 5. Tot i que un Prescott funcionant a la mateixa velocitat que un Northwood rendeix menys, la renovada arquitectura del Prescott permet aconseguir majors velocitats i el overclock és més viable. El model de 3,8 GHz (només per a LGA775) és el més veloç dels que fins llavors havien sortit al mercat.
La seva diferència amb els anteriors és que aquests posseeixen 1 MiB o 2 MiB de memòria cau L2 i 16 KiB de cau L1 (el doble que els Northwood), Prevenció d'Execució, SpeedStep, C1E State, 1 HyperThreading millorat, instruccions SSE3 i maneig de 64 bits. També va rebre unes millores en el sistema de predicció de dades, i té un pipeline de 31 etapes que, per cert, va ser uns dels majors errors d'aquest nucli.
A més, els primers Prescott produïen un 60% més de calor que un Northwood a la mateixa velocitat, i per aquest motiu molts ho van criticar amb duresa i també va ser anomenat PresHot. Es va experimentar amb un canvi en el tipus de sòcol (de Socket 478 a LGA 775) la qual cosa va incrementar en un 10% el consum d'energia del microprocessador, però en ser més efectiu el sistema de refrigeració de aquest sòcol, la temperatura final va baixar alguns graus. En posteriors revisions del processador els enginyers d'Intel esperaven reduir les temperatures, però això mai va ocórrer fora llevat a baixes velocitats. El processador genera uns 130 W de calor, o TDP.
Finalment, els problemes tèrmics van ser tan severs que Intel va decidir abandonar l'arquitectura Prescott per complet, i els intents de fer córrer per sobre dels 4 GHz van ser abandonats per considerar una despesa inútil de recursos interns. També pel que fa a les crítiques mostrades en casos extrems de portar el processador Prescott als 5,2 GHz per aparellar l'Athlon FX-55 que funcionava a 2,6GHz. 
Considerant una fanfarronada d'Intel el llançament de l'arquitectura Pentium 4 dissenyada per operar a 10 GHz, això pot ser vist com un dels més significatius, certament el més públic, dèficit d'enginyeria en la història d'Intel.
Els Prescott amb Socket LGA775 fan servir el nou sistema de puntuació i estan classificats en la sèrie 5XX. El més ràpid és el 570J, llançat al començament de 2005 i que funciona a 3,8 GHz. Els plans per a microprocessadors de 4 o més GHz van ser cancel·lats i se'ls va donar prioritat als projectes per fabricar processadors dobles; en gran manera a causa dels problemes de consum d'energia i producció de calor dels models Prescott. El processador 570J també va ser el primer a introduir la tecnologia EDB, que és idèntica a la més primerenca NX d'AMD. L'objectiu és prevenir l'execució d'alguns tipus de codi maligne.

### Cedar Mill
"Està basat en el nucli Prescott i únicament es troba disponible a LGA775 per a Pentium 4 de 64 bits. Encara que la sèrie 5 per a LGA775 era una conversió del socket 478, els nous nuclis Cedar Mill, estaven basats al Prescott i posseïa les mateixes instruccions que aquest i una nova per processar 64 bits, excepte perquè s'escalfaven bastant menys i el seu procés de fabricació era de 65 nm ".

### Texas i Jayhawk
Texas era el nom que Intel li havia donat al microprocessador que seria el successor dels Pentium 4 Prescott i Jayhawk faria el mateix en la línia dels processadors Xeon per a servidors i de la mateixa manera que altres Xeon anteriors també estaria preparat per funcionar en plaques base amb doble sòcol (és a dir, dos processadors físics individuals a la placa base). No obstant això, al maig del 2004 tots dos projectes van ser cancel·lats. D'aquesta manera, Intel va remarcar el gir cap als processadors de doble nucli en un mateix encapsulat.
A principis de 2003 Intel havia mostrat un disseny preliminar del Texas i un projecte per posar-lo al mercat en algun moment de 2004, però finalment ho va posposar per 2005. No obstant això, el 7 maig de 2004 Intel va cancel·lar el desenvolupament dels processadors. Tant el retard inicial com la cancel·lació s'atribueixen als problemes de calor a causa del gegantesc consum energètic dels microprocessador és, la qual cosa ja havia passat amb els Prescott que a més tenien només un rendiment lleugerament més gran que els Northwood (i amb una menor generació de calor a causa de la seva tecnologia de procés de 90 nanòmetres, enfront de la de 130nm del seu antecessor). Aquest canvi també va obeir als desitjos d'Intel d'enfocar els seus esforços en els microprocessadors dobles, per la gamma Itanium de servidors, els Pentium d'escriptori i els portàtils Centrino.
Intel Texas anava a ser llançat en el node de 90 nm en versió single core. La microarquitectura de Texas estava marcada per un pipeline d'execució que rondava les 50 etapes. Texas seguia en la línia d'increment desmesurat de dissipació tèrmica de Prescott i al costat del seu poc satisfactori nivell prestacional, la seva gran superfície de nucli i consegüentment elevat cost de fabricació van ser les raons que van portar a Intel a la seva cancel·lació ja en les fases finals del projecte.

## Doble processador
A partir de la tecnologia NetBurst implementada en els Pentium 4, Intel va crear variants amb doble processador basades en ell.

### Xeon
La primera és anomenada Paxville (Socket 604), fabricats en 90nm i introduïts a l'octubre de 2005. Són processadors Xeon Dual-Core orientats per a servidors i conformats per un processador amb dos nuclis Irwindale col·locats en el mateix encapsulat. L'evolució de Paxville van ser els nuclis Dempsey (LGA 771) també Xeon Dual-Core fabricats a 65nm aconseguint majors freqüències que els anteriors (2.67 fins 3.73 GHz).

### Pentium D
Els Pentium D consisteixen en 2 processadors Pentium 4 ficats en un sol encapsulat (2 nuclis Prescott per al core Smithfield [8xx] i 2 nuclis Cedar Mill per al core Presler [9xx]). Els nuclis de Pentium D al contrari dels Core 2 Duo, no comparteixen la memòria cau i no es comuniquen directament, sinó que ho fan a través del bus del sistema. Nota: Els Celeron D, són processadors d'un sol nucli, de baix cost i consum, basats en els nuclis de Pentium 4 amb freqüències i cau reduïdes, estant orientats per a la ofimàtica, de manera que no s'ha de confondre pel nom.